# Becky Masterman
Pour les articles homonymes, voir Masterman.
Becky Masterman, née en 1951 en Floride, aux États-Unis, est une femme de lettres américaine, auteure de roman policier.

## Biographie
Elle amorce une carrière dans le milieu théâtral, puis devient éditrice de publications médicales et juridiques. Elle fait ensuite des études à la Florida Atlantic University et obtient un diplôme en écriture créative.
En 2013, elle publie son premier roman, Rage blanche (Rage Against the Dying). C'est le premier volume d'une série consacrée à Brigid Quinn, un ancien agent du FBI qui chassait les prédateurs sexuels, en retraite à Tucson. Avec ce roman, elle est finaliste de sept prix littéraires, dont le prix Edgar-Allan-Poe 2014 du meilleur premier roman.

## Œuvre

### SérieBrigid Quinn
- Rage Against the Dying (2013) Publié en français sous le titre Les Suppliciées de l'Arizona, Paris, France Loisirs (2013)  (ISBN 978-2-298-07664-6) ;  réédition sous le titre Rage blanche, Paris, Éditions Jean-Claude Lattès (2014)  (ISBN 978-2-7096-4226-2) ; réédition, Paris, Éditions du Masque, coll. « Masque poche » (2018)  (ISBN 978-2-7024-3507-6)
- Fear the Darkness (2015) Publié en français sous le titre Le mal est ordinaire, Paris, Éditions du Masque, coll. « Masque poche » (2020)  (ISBN 978-2-7024-4957-8)
- A Twist of the Knife (2017)
- We Were Killers Once (2019)

### Autre roman
- Her Prodigal Husband (2025)

## Prix et distinctions

### Nominations
- Gold Dagger Award 2013 pour Rage Against the Dying[1]
- New Blood Dagger Award 2013 pour Rage Against the Dying[1]
- Prix Anthony 2014 du meilleur premier roman pour Rage Against the Dying[2]
- Prix Edgar-Allan-Poe 2014 du meilleur premier roman pour Rage Against the Dying[3]
- Prix Macavity 2014 du meilleur premier roman pour Rage Against the Dying[4]
- Thriller Award 2014 du meilleur premier roman pour Rage Against the Dying
- Prix Barry 2014 pour Rage Against the Dying[5]